# Bijacovce
Bijacovce (em húngaro: Szepesmindszent; alemão: Biazowitz/Betendorf) é um município da Eslováquia, situado no distrito de Levoča, na região de Prešov. Tem 16,6 km² de área e sua população em 2018 foi estimada em 965 habitantes.

## Demografia
| Ano:        | 1994 | 2004   | 2014    | 2024   |
| ----------- | ---- | ------ | ------- | ------ |
| Broj ljudi: | 775  | 838    | 929     | 971    |
| Razlika:    |      | +8,12% | +10,85% | +4,52% |

| Ano:               | 2023 | 2024   |
| ------------------ | ---- | ------ |
| Número de pessoas: | 970  | 971    |
| Diferença:         |      | +0,10% |